# Larkspur (Kalifornia)
Larkspur város az USA Kalifornia államában, Marin megyében. Lakosainak száma 13 064 fő (2020. április 1.).

## Népesség
A település népességének változása:

| 2010 | 11 926 |
| 2020 | 13 064 |